# 鈴木輝昭
鈴木 輝昭（すずき てるあき、1958年2月16日 - ）は、日本の作曲家。緻密な書法や「ひぐらしのモティーフ」などの斬新な手法で知られる。

## 経歴
宮城県仙台市に生まれる。桐朋学園大学作曲科を経て同大学研究科を修了。三善晃に師事。現在、桐朋学園大学音楽学部教授。

## 音楽ならびに作曲作品について
桐朋学園大学に入学する以前に、ヴァイオリン、クラリネット、チェロ、ピアノのための「ソナタ」で第46回日本音楽コンクール第1位を受賞。この作品が輝昭の公式のデビュー作だと思われる。
今日、合唱界で幅広く活躍している輝昭であるが、大学時代においては、日本の合唱曲、あるいは調性音楽にあまり関心を示していなかったという。だが、師である三善晃の「麦藁帽子」や「三つの抒情」などに接して、考えを改めた。調性音楽は輝昭にとって、（音楽史の上での）「過去の音楽」から、「むしろこれから本気になって開拓していける分野」に変化した。『ハーモニー』の「鈴木輝昭合唱作品リスト」に、最初に掲載されているオペラ「オリザのねがい」（1983年）は、「本格的に調性音楽を書いた」最初の作品だという。
調性に目覚めたとはいえ、それまで興味を示していた現代的な手法も保持し続けた。輝昭は、合唱曲「森へ」（1992年）において、「交響的変容」（1985年）をはじめとして、器楽作品で試みられていた輝昭独自の手法「ひぐらしのモティーフ」を、全面的に使用する。第47回全日本合唱コンクール（1994年）において、福島県立安積女子高等学校合唱団がこの曲をとりあげ、金賞（総合順位1位）を獲得。この年を境に、鈴木作品をコンクールでとりあげる団体が増加した。審査員の苦言（コンクールの自由曲が「特定の作曲家」「一部の作品（コンクールで勝てる曲）」に集中している）も多く、合唱の本来あるべき姿を問いただす声が上がっている。
緻密な書法や「ひぐらしのモティーフ」などの斬新な手法で、近年は特に合唱曲の分野で、中学生から一般合唱団まで幅広い世代からの支持を受けている。全日本合唱コンクール、NHK全国学校音楽コンクールの自由曲で選曲する学校が非常に多く、両コンクールの自由曲を委嘱する中学校、高校も多い。
初期の作品「四つの優しき歌」においては、「師匠の影響がたいへん濃い」と語っている輝昭も、合唱曲作曲家として、これまでの日本の作曲家があまり行っていないことに挑戦している。合唱曲のテキストに、さまざまな外国語、それも英語やラテン語、イタリア語だけでなく（そのレベルなら行った作曲家は少なくないだろう）、古代ギリシャ語、古代ケルト語、アイヌ語のような、声楽曲としてはマイナーな言語も採用するということである。輝昭によると、「日本語の引力から離れたところでさまざまな音の形質を探りたい」のだという。
合唱作品の出版や録音が数多く行われる一方で、器楽の分野はそれほど知られてはいない。しかしながら、アール・レスピランに参加しており、数年に1回のペースで室内管弦楽曲を発表している。室内楽では、打楽器を含む編成が多いのが特徴である。

## 代表作

### 歌劇
- 青少年のための楽劇　オリザのねがい（1983年）
- オペラ　双子の星（1988年）
- 合唱オペラ「森」（1996年）

### 管弦楽
- ヴァイオリン協奏曲（1984年）
- 交響的変容（1985年）
- アンティフォナ（1988年）
- 2群の混声合唱とオーケストラのための「ヒュムノス」（1990年）
- クラリネットと13楽器のための「プロラツィオ」（1992年）
- マンドリン・オーケストラのための「僧園幻想」（1993年）
- 室内管弦楽のための「五つの協奏的断章」（1994年）
- 童声(女声)合唱と管弦楽(ピアノ)のための「みみをすます」（1999年）
- 室内管弦楽のための「カント マニエリスモ」（2001年）
- 混声合唱と管弦楽のための「頌歌 天地のるつぼ」（2002年）
- 室内管弦楽のための「ミオタス デ ダナーン」（2003年）
- 室内管弦楽のための「フォルマ プネウマ」（2006年）
- 室内管弦楽のための「祭壇画」（2009年）
- 同声(女声)合唱と弦楽オーケストラ(ピアノ)のための「じゅうにつき」（2010年）
- 弦楽オーケストラのための「スピリチュエル」（2013年）

### 室内楽・器楽
- 弦楽四重奏曲（1983年）
- ヴァイオリン・ヴィオラ・チェロのための「リチェンツァ」（1987年）
- 5人の奏者のための「スコリオン」（1991年）
- 7人の打楽器奏者のための「ヒュアデス」（1991年）
- オルガンとティンパニのための「コンドゥクトゥス」（1992年）
- 5人の奏者のための「プレアデス　エミッション」（1997年）
- 独奏ピアノのための「モートゥス　ポイエーシス」（2000年）
- 独奏ピアノのための「ストーン　ルミナス」（2000年）
- 5人の奏者のための「ソン　ストラクチュール　第2番」（2007年）
- 弦楽四重奏曲第2番（2008年）
- 無伴奏チェロ組曲第1番（2011年）
- チェロ合奏のための「ディヴェルティメント」（2011年）
- 管打楽アンサンブルのための「五月のスフィンクス」（2012年）
- 弦楽四重奏曲第3番（2014年）

### 独唱曲
- “青春詩篇”による7つの歌（2009年）

### 混声合唱
- 混声合唱とピアノのための「四つの優しき歌」（1989年）
- 二群の混声合唱と二台のピアノのための「カンティクム」（1991年）
- 無伴奏混声合唱のための「詞華抄」（1994年）
- 混声合唱とピアノのための「はだか」（1994年）
- 混声合唱とピアノのための「もうひとつのかお」（1995年）
- 無伴奏混声合唱のための「道成寺縁起」（1995年）
- 混声合唱とピアノのための「大地はまだ」（1996年）
- 無伴奏混声合唱「ODAE CARMINVM(オーダエ カルミヌム)」（1996年）
- 混声合唱とピアノのための「ひみつ」（1998年）
- 混声合唱とピアノのための組曲「宇宙の果物」（1998年）
- 無伴奏混声合唱のための「誕生祭」（1998年）
- 無伴奏混声合唱のための「Liriche Amorose(リリケ アモローゼ)」（2000年）
- 混声合唱と管・打楽器アンサンブルのための「レクイエム」（2001年）
- 混声合唱のための組曲「原体剣舞連」（2002年）
- 「源氏物語」による無伴奏混声合唱のための譚詩「源氏幻奏」（2003年）
- 混声合唱と打楽器独奏のための「情燐戯画」（2004年）
- 無伴奏混声合唱のための「うたの遊星」（2004年）
- 混声合唱、ピアノ、和太鼓による三つの頌歌「縄文太鼓」（2005年）
- 混声合唱とピアノのための「サーカス」（2006年）
- 無伴奏混声合唱のための「斉太郎節考」（2006年）
- 混声合唱のための童話「チロ」（2007年）
- 混声合唱とピアノのための「5つのエレメント」
- 混声合唱とピアノのための「古事記頌歌」
- 無伴奏混声合唱のための「竹取物語頌」
- 無伴奏混声合唱のための「組曲 春と修羅」
- 混声合唱とピアノのための「地上楽園の午後」
- 混声合唱とピアノのための「宇宙天」

### 女声合唱・児童合唱
- 少年少女(女声)のための合唱組曲「みち」（1986年）
- 女声合唱とピアノのための 四つの浪漫（1991年）
- 二群の童声(女声)合唱とピアノのための「森へ」（1992年）
- 二群の童声（女声）合唱のための 森の中で（1993年）
- 二群の女声合唱のための「アルス・アンティカ」（1993年）
- 女声合唱とピアノのための「肖像画・絵師よ」（1993年）
- 女声合唱とピアノのための組曲「朱鷺」（1995年）
- 無伴奏女声合唱のための「ピエリアの薔薇」（1995年）
- 女声合唱とピアノのための 海をうしろへ（1995年）
- 無伴奏女声合唱のための「Five Songs of Nonsense」（1997年）
- 女声合唱とピアノのための組曲「獅子の子幻想」（1998年）
- 女声合唱とピアノのための組曲「宇宙の果物」（1998年）
- 女声合唱とピアノのための「女に」第1集（1997年）、第2集（1999年）
- 無伴奏女声合唱のための「星翠譜」（1999年）
- 無伴奏童声合唱「CLANN LIR(クラーン・リル)」（1999年）
- 女声合唱とピアノのための「犀星緋歌」（2000年）
- 無伴奏童声(女声)合唱のための「Seven Songs of Nonsense」（2001年）
- 童声(女声)合唱とピアノのための「イーハトーヴ組曲」（2001年）
- 二群の童声(女声)合唱のための「朗詠譜」（2001年）
- 無伴奏女声合唱のための「古謡三章」（2001年）
- 「遠野幻燈」〜二群の童声合唱とパーカッションのための〜（2002年）
- 二群の無伴奏童声(女声)合唱のための「幻の風・光の海」（2002年）
- 童声合唱とピアノのための小組曲「がっこうのうた」（2002年）
- 女声合唱とピアノのための「赤き花の魔睡」（2002年）
- 無伴奏女声合唱のための「相聞歌」（2003年）
- 無伴奏童声合唱「Tir na nOg(ティル ナ ノグ）」（2004年）
- 無伴奏女声合唱のための「恋歌秘抄」〜藤原定家撰 百人一首の和歌による〜（2004年）
- 無伴奏同声合唱のための「梟月図」（2004年）
- 女声合唱とピアノのための組曲「詩篇」（2006年）
- 女声合唱とピアノのための組曲「火へのオード」（2006年）
- 女声合唱とピアノのための組曲「譚詩頌五花」（2007年）
- 無伴奏同声合唱のための「三つのマリア聖歌〜単旋聖歌の定旋律による」（2004-2008）
- 女声（同声）合唱とピアノのための「ネネムの歌《イーハトーヴ組曲第2集》」（2009年）
- 女声合唱組曲「わたしは阿国」
- 女声合唱とピアノのための「昨日の時計」
- 無伴奏女声合唱のための「PSALMUS (詩篇)」（2011年）
- 女声合唱とピアノのための「妖精の距離」
- 無伴奏女声合唱のための 「愛唱歌抄1」
- 女声合唱とピアノのための「組曲 智恵子抄」（2013年）
- 女声合唱とピアノのための「雨月物語による三つの断章」

### 男声合唱
- 男声合唱とピアノのための組曲「ハレー彗星独白」（1997年）
- 男声合唱組曲「KAMUY-YUKAR(カムイ ユカラ)」〜三つのアイヌ神謡より〜（2006年）
- 無伴奏男声合唱のための「銀幕哀吟」（2006年）
- 「満天の感情」〜男声合唱とピアノのための〜（2014年）

### NHK全国学校音楽コンクール課題曲
- 「ありがとう」（1991年） - 第59回NHK全国学校音楽コンクール高等学校の部課題曲
- 「この夢を」（1995年）- 第63回NHK全国学校音楽コンクール中学校の部課題曲
- 「いのち」（2010年） - 第77回NHK全国学校音楽コンクール高等学校の部課題曲

## 家族・親族
妻はピアニストの鈴木あずさ。鈴木の合唱曲の初演やコンクールでの伴奏を務めることも多い。